# Första lagutskottet
Första lagutskottet (förkortat 1 LU) var ett riksdagsutskott under tvåkammarriksdagen 1918–1970. På första lagutskottets ansvarsområde låg lagstiftning på straffrättens och civilrättens område.